# Аква Ибом
Аква Ибом е щат във Нигерия с площ 7081 км2 и население 4 918 234 души (2007). Административен център е град Уйо.

## Население
Населението на щата през 2007 година е 4 918 234 души, докато през 1991 година е било 2 359 736 души.